# Leibnitzia
Leibnitzia (Cass., 1822) è un genere di piante angiosperme dicotiledoni della famiglia delle Asteraceae, che comprende 6 specie con areale disgiunto in America e Asia.

## Etimologia
Il nome del genere è un omaggio a Gottfried Wilhelm von Leibniz (1646-1716), filosofo e matematico tedesco appassionato di botanica.

## Descrizione

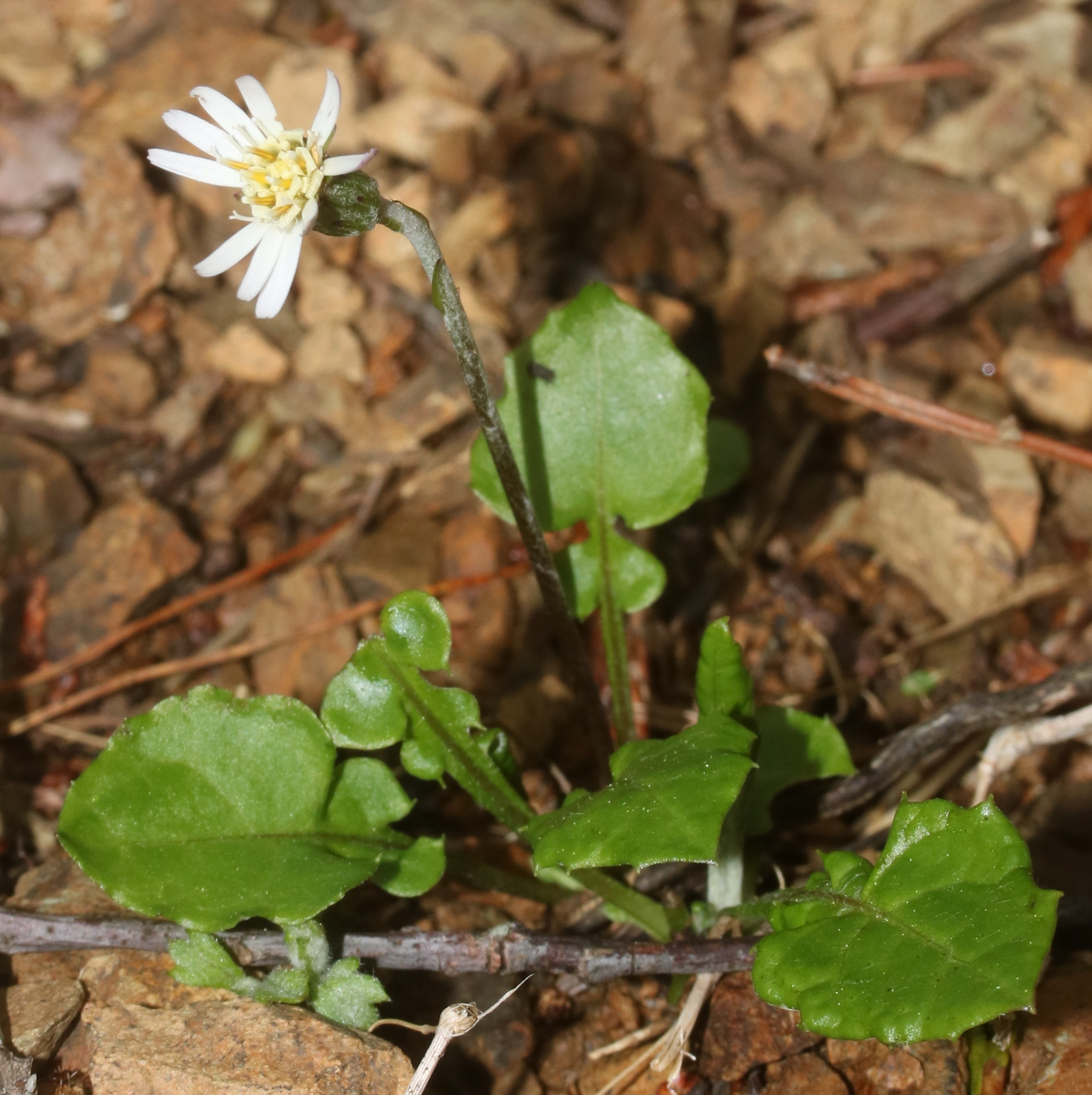
Il portamento
Leibnitzia anandria

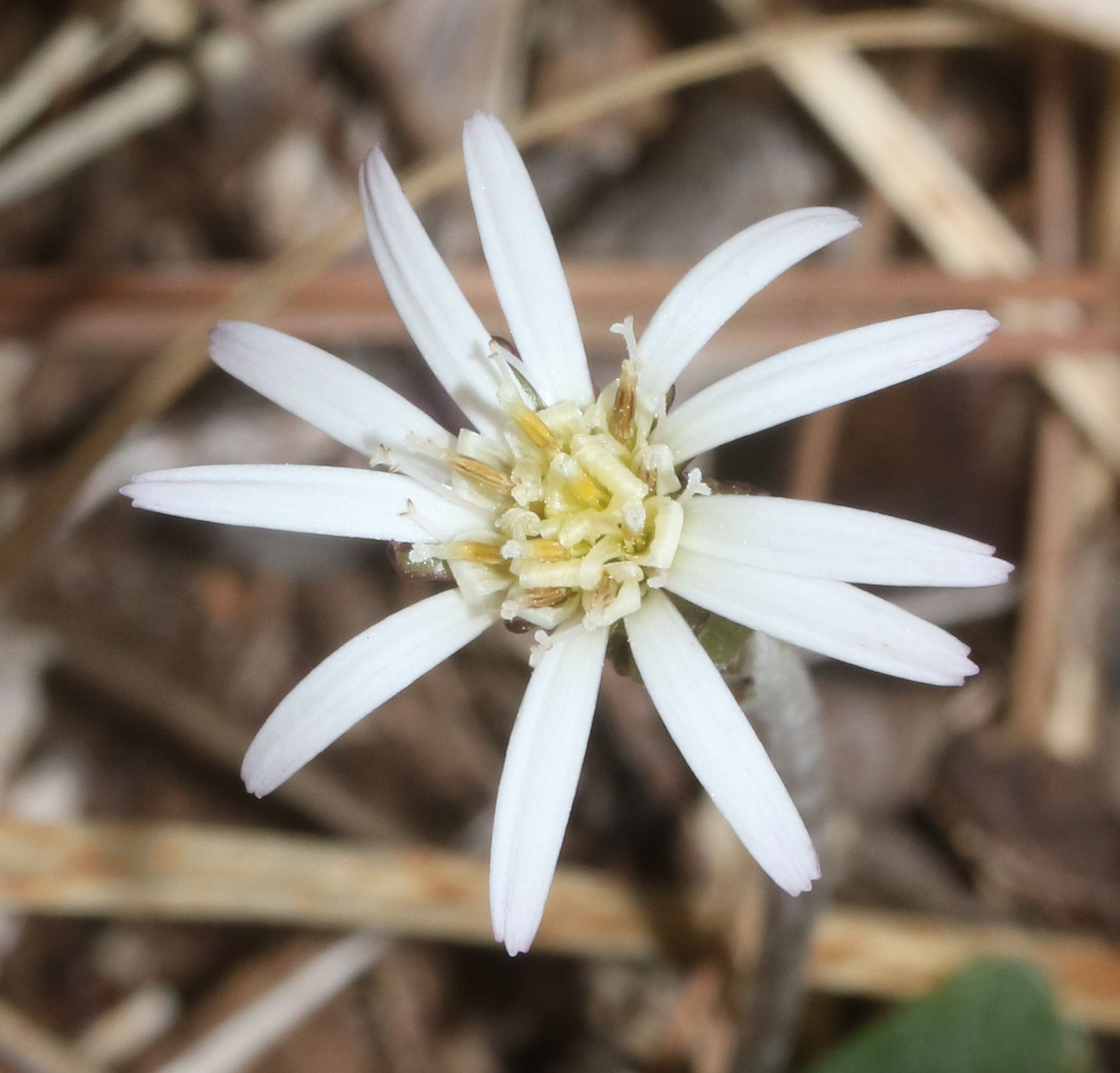
I fiori
Leibnitzia anandria

Le specie di questa voce sono piante scapose, acauli, perenni con portamenti erbacei. Queste piante sono caratterizzate da un inusuale dimorfismo stagionale, condiviso, tra le Asteraceae, solo con alcune specie del genere Chaptalia: presentano infatti uno stadio primaverile, con foglie ridotte o assenti e capolini casmogami (cioè che presentano l'usuale meccanismo di impollinazione incrociata dopo la fioritura), e uno stadio autunnale, con foglie pienamente sviluppate e capolini cleistogami (cioè che si riproducono per autoimpollinazione senza che si verifichi l'apertura dei fiori).
Sono presenti solo foglie basali, che normalmente appaiono insieme ai primi capolini, spesso formano delle rosette (disposizione rosulata). La forma delle lamine è lanceolata, ellittica o obovata, con margini da dentellati a lirati o pennatifidi; le superfici possono essere sia glabre che pubescenti.
Le infiorescenze sono composte da capolini (da 1 a 11 per pianta) terminali solitari e scaposi con lunghi peduncoli. I capolini sono radiati ed eterogami e sono formati da un involucro a forma di spirale (o obconici o campanulati) composto da brattee (o squame) all'interno delle quali un ricettacolo fa da base ai fiori di due tipi (più o meno): tubulosi e ligulati. Le brattee, simili a foglie, disposte su 3 - 4 serie in modo embricato sono di vario tipo e consistenza. Il ricettacolo, pubescente, a forma da piatta a leggermente convessa è alveolato ed è nudo (senza pagliette).
I fiori (dimorfici) sono tutti fertili con ovario e sono tetra-ciclici (ossia sono presenti 4 verticilli: calice – corolla – androceo – gineceo) e pentameri (ogni verticillo ha 5 elementi). I fiori sono ermafroditi, actinomorfi o zigomorfi e fertili. I fiori del raggio sono femminili, da filiformi a bilabiati, e i fiori del disco sono bisessuali e tubulosi.
- Formula fiorale:

*/x K {\displaystyle \infty }, [C (5), A (5)], G 2 (infero), achenio
- Calice: i sepali del calice sono ridotti ad una coroncina di squame.
- Corolla: la corolla è formata da un tubo terminante in modo più o meno bilabiato. I fiori marginali hanno un lobo espanso tipo ligula. I fiori del disco sono tubulosi. I colori sono: bianco, crema, rosa o porpora.
- Androceo: gli stami sono 5 con filamenti liberi, glabri o papillosi e distinti, mentre le antere sono saldate in un manicotto (o tubo) circondante lo stilo. Le antere in genere hanno una forma sagittata con base caudata (arrotondata o acuta). Il polline normalmente è tricolporato a forma sferica (può essere microechinato).
- Gineceo: lo stilo è filiforme; gli stigmi dello stilo sono due poco divergenti, corti, glabri e papillosi. Lo stilo è privo del nodo basale. L'ovario è infero uniloculare formato da 2 carpelli. L'ovulo è unico e anatropo.

I frutti sono degli acheni con pappo. La forma dell'achenio in genere è fusiforme con corti o lunghi rostri. Il pericarpo può essere di tipo parenchimatico, altrimenti è indurito (lignificato) radialmente; la superficie è setolosa. Il carpopodium è assente, oppure ha delle forme minutamente anulari. Il pappo, formato da 2 - 3 serie di setole piumose o barbate, persistenti, è direttamente inserito nel pericarpo o connato in un anello parenchimatico posto sulla parte apicale dell'achenio.

## Biologia
- Impollinazione: l'impollinazione avviene tramite insetti (impollinazione entomogama tramite farfalle diurne e notturne).
- Riproduzione: la fecondazione avviene fondamentalmente tramite l'impollinazione dei fiori (vedi sopra).
- Dispersione: i semi (gli acheni) cadendo a terra sono successivamente dispersi soprattutto da insetti tipo formiche (disseminazione mirmecoria). In questo tipo di piante avviene anche un altro tipo di dispersione: zoocoria. Infatti gli uncini delle brattee dell'involucro si agganciano ai peli degli animali di passaggio disperdendo così anche su lunghe distanze i semi della pianta.

## Distribuzione e habitat
Il genere è presente con 3 specie in Nord America e America centrale mentre 5 specie sono distribuite in Asia. In particolare L. lyrata e L. occimadrensis, sono distribuite nelle regioni montuose degli Stati Uniti sud-occidentali, del Messico nord-occidentale e del Guatemala; L. lyrata è endemica del Messico; le rimanenti 5 specie hanno un areale che si estende dalla regione Himalayana, attraverso il Kashmir, il Nepal e il Bhutan sino alla Siberia a nord, e alla Cina e al Giappone a est.
La peculiare distribuzione del genere è verosimilmente il frutto di una disseminazione a lunga distanza. Si stima che le specie americane si siano separate dalle loro antenate asiatiche durante il Quaternario (ca. 2 mya) raggiungendo il Nord America attraverso lo stretto di Bering. Con l'eccezione di L. anandria, che cresce sul livello del mare nei pressi del mar del Giappone, le altre specie occupano habitat montani di alta quota (sino a 5000 m di altitudine), semi-aridi e rocciosi.

## Tassonomia
La famiglia di appartenenza di questa voce (Asteraceae o Compositae, nomen conservandum) probabilmente originaria del Sud America, è la più numerosa del mondo vegetale, comprende oltre 23.000 specie distribuite su 1.535 generi, oppure 22.750 specie e 1.530 generi secondo altre fonti (una delle checklist più aggiornata elenca fino a 1.679 generi). La famiglia attualmente (2021) è divisa in 16 sottofamiglie.

### Filogenesi
La sottofamiglia Mutisioideae, nell'ambito delle Asteraceae occupa una posizione "basale" (si è evoluta precocemente rispetto al resto della famiglia) ed è molto vicina alla sottofamiglia Stifftioideae. La tribù Mutisieae con la tribù Nassauvieae formano due "gruppi fratelli" ed entrambe rappresentano il "core" della sottofamiglia.
Il genere Leibnitzia è descritto all'interno della tribù Mutisieae, raggruppamento che la classificazione tradizionale collocava all'interno della sottofamiglia Cichorioideae e che la moderna classificazione filogenetica ha ricollocato, ridisegnandone i confini, all'interno della sottofamiglia Mutisioideae. Provvisoriamente il genere fa parte del gruppo informale Gerbera Complex.
All'interno del "Gerbera Complex" il genere di questa voce, da un punto di vista filogenetico e quindi evolutivo, fa parte del "Clade B" formato dai generi Chaptalia, Gerbera, Leibnitzia, Oreoseris, Piloselloides e Perdicium ed è vicino al genere Gerbera. Le possibili date relative alla divergenza di questo genere dal clade B variano da 12 a 5 milioni di anni fa.
Il cladogramma seguente presenta una possibile configurazione filogenetica di alcune specie del genere:
|  | Leibnitzia anandria                                                            |
|  |                                                                                |
|  | \| \| Leibnitzia lyrata \| \| \| \| \| \| Leibnitzia occimadrensis \| \| \| \| |
|  |                                                                                |
|  | Leibnitzia lyrata                                                              |
|  |                                                                                |
|  | Leibnitzia occimadrensis                                                       |
|  |                                                                                |

|  | Leibnitzia lyrata        |
|  |                          |
|  | Leibnitzia occimadrensis |
|  |                          |

|  | Leibnitzia anandria                                                            |
|  |                                                                                |
|  | \| \| Leibnitzia lyrata \| \| \| \| \| \| Leibnitzia occimadrensis \| \| \| \| |
|  |                                                                                |
|  | Leibnitzia lyrata                                                              |
|  |                                                                                |
|  | Leibnitzia occimadrensis                                                       |
|  |                                                                                |

|  | Leibnitzia lyrata        |
|  |                          |
|  | Leibnitzia occimadrensis |
|  |                          |

I caratteri distintivi per le specie di questo genere sono:
- le piante hanno un portamento scaposo, erbaceo e perenne;
- i capolino sono sia casmogami che cleistogami;
- la corolla varia da bilabiata a filiforme (o nastriforme);
- i rami dello stilo sono papillosi.

Il numero cromosomico delle specie di questo genere è: 2n = 46.

### Elenco specie
Comprende le seguenti 6 specie:
- Leibnitzia anandria (L.) Turcz.
- Leibnitzia knorringiana (B.Fedtsch.) Pobed.
- Leibnitzia lyrata  (Sch.Bip.) G.L.Nesom
- Leibnitzia nepalensis (Kunze) Kitam.
- Leibnitzia occimadrensis G.L.Nesom
- Leibnitzia ruficoma (Franch.) Kitam.